# Kościół Najświętszego Serca Pana Jezusa w Kaniowie
Kościół Najświętszego Serca Pana Jezusa – rzymskokatolicki kościół filialny w Kaniowie. Świątynia należy do parafii św. Jerzego w Kup w dekanacie Siołkowice, diecezji opolskiej.  

## Historia kościoła
W 1984 roku, ówczesny proboszcz parafii św. Jerzego w Kup, ksiądz Rudolf Krupopp, rozpoczął starania o budowę kościoła filialnego w Kaniowie. W 1987 roku proboszcz otrzymał zezwolenie na budowę świątyni i jeszcze tego samego roku ruszyły prace budowlane. Budowę kościoła zakończono w 1990 roku. Konsekracja miała miejsce 21 października 1990 roku, a dokonał jej biskup Jan Wieczorek.